# Xã Ellington, Quận Dodge, Minnesota
Xã Ellington (tiếng Anh: Ellington Township) là một xã thuộc quận Dodge, tiểu bang Minnesota, Hoa Kỳ. Năm 2010, dân số của xã này là 261 người.